# Маевский, Михаил Михайлович
Михаил Михайлович Маевский (1894—1977) — советский учёный и педагог, микробиолог и иммунолог, доктор медицинских наук, профессор, член-корреспондент АМН СССР (1950).  Лауреат Сталинской премии (1943).

## Биография
Родился 20 августа 1894 года в Киеве. 
С 1911 по 1916 год обучался на медицинском факультете Императорского Киевского университета.
С 1918 по 1920 год служил в рядах РККА, участник Гражданской войны. С 1920 по 1933 год на научно-исследовательской работе в Киевском бактериологическом институте в должности научного сотрудника в лаборатории под руководством профессора А. А. Кронтовского. 
С 1933 по 1941 год на научной работе во Всесоюзном институте экспериментальной медицины имени А. М. Горького в должности научного сотрудника сектора эпидемиологии под руководством  профессора П. Ф. Здродовского. 
С 1941 по 1947 год на научной работе в Московском институте эпидемиологии и бактериологии в должности — заведующего сыпнотифозной лаборатории. С 1947 по 1951 год на научной работе в Лаборатории биотерапии АМН СССР в должности —  заведующий микробиологическим отделом. С 1951 по 1974 год на научно-исследовательской работе в Институте экспериментальной и клинической онкологии АМН СССР: с 1951 по 1958 год — заместитель директора этого НИИ по науке, одновременно с 1951 по 1974 год — заведующий лаборатории по изучению противоопухолевых антибиотиков.

### Научно-педагогическая деятельность
Основная научно-педагогическая деятельность М. М. Маевского была связана с вопросами в области микробиологии и иммунологии, занимался изучением антигенной структуры противоопухолевых антибиотиков, иммунологии сыпного тифа и риккетсии. Под руководством М. М. Маевского впервые в СССР была разработана методика накопления риккетсий и модель лёгочного сыпного тифа на мышах. Под его руководством был создан новый тип сыпнотифозной эфирной вакцины, вошедшей в практическое применение. М. М. Маевский являлся членом Совета по раку АМН СССР, членом Правления Всесоюзного научного онкологического общества.
В 1946 года защитил диссертацию на соискание учёной степени доктор медицинских наук по теме: «Об экспериментальном сыпном тифе у белых мышей». В 1950 году он был избран член-корреспондентом АМН СССР. Под руководством М. М. Маевского было написано около восьмидесяти научных работ, в том числе монографий, в том числе: «Современное состояние вопроса о применении антибиотиков для лечения злокачественных новообразований»  (1957), «Противоопухолевые антибиотики» (1961), «Противоопухолевые антибиотики»  (1962). М. М. Маевскийй являлся членом редакционной коллегии научно-медицинского журнала микробиологии, эпидемиологии и иммунологии. В 1943 году за создание нового типа сыпнотифозной эфирной вакцины был удостоен Сталинской премии.
Скончался 19 июля 1977 года в Москве.

## Награды
- Два Ордена Трудового Красного Знамени
- Сталинская премия (1943)